# Phare de Maspalomas
Le phare de Maspalomas est un phare situé à Maspalomas dans la municipalité de San Bartolomé de Tirajana, à l'extrémité sud de l'île de Grande Canarie (Espagne).
Il est géré par l'autorité portuaire de Las Palmas de Gran Canaria (Autoridad Portuaria de Las Palmas).

## Histoire
Ce phare a été conçu par l'ingénieur Juan Leon de Castillo. Il a été mis en service le 1er février 1890.
Il est maintenant classé comme Bien d'intérêt culturel en Espagne.
Identifiant : ARLHS : CAI-018 ; ES-12520 - Amirauté : D2814 - NGA : 24012 .
|              |
| Vue générale |

|                    |
| Escalier intérieur |

### Lien connexe
- Liste des phares des îles Canaries